# Râmnicu de Jos, Constanța
Râmnicu de Jos (în bulgară Долни Иримлик-Dolni Irimlik) este un sat în comuna Cogealac din județul Constanța, Dobrogea, România. Se află în partea de nord a județului, în Podișul Casimcei. La recensământul din 2002 avea o populație de 710 locuitori. Satul a fost locuit de bulgari până la schimbul de populație din 1940. Comuna a fost repopulată cu aromâni refugiați din zona Cadrilater, mai precis din centrul Regina Maria de pe lângă Balcic.